# Car (priimek)
Car je priimek v Sloveniji, ki ga je po podatkih Statističnega urada Republike Slovenije na dan 1. januarja 2010 uporabljalo 417 oseb in je med vsemi priimki po pogostosti uporabe uvrščen na 820. mesto.

## Znani nosilci priimka
- Barbara Car, slovenska golfistka
- Bogumil Car (1891—1969), hrvaški slikar
- Dora Car (1889—1964), hrvaška slikarka
- Duško Car (1913—1990), hrvaški literarni kritik, publicist in dramaturg
- Evgen Car (*1944), slovenski gledališki igralec in dramski pisec
- Ivan Car (1890—?), hrvaški ljudski glasbenik
- Janko Car (1822—1876), hrvaški književnik in politik
- Krešimir Car (1920—?), hrvaški ekonomist
- Lazar Car (1860—1942), hrvaški zoolog in univ. profesor
- Ljerka Car-Matutinović (* 1931), hrvaška pisateljica
- Ljubica Car (1880—?), hrvaška igralka in operna pevka
- Marko Car (1859—1953), srbski književnik
- Milivoj Car (1918—?), hrvaški agronom
- Nikola Car - Crni (1910—1942), hrvaški revolucionar
- Pavel Car (*1959), slovenski numizmatik, zbiralec odlikovanj, muzalec
- Pavle Car (1930—1999), slovenski javni tožilec
- Pero Car - Zvrk (1920—1985), hrvaški politik
- Rudolf Car (1923—?), hrvaški politik
- Simeon Car (1920—?), hrvaški operni pevec - baritonist
- Stjepan Car (1818—1900), hrvaški politik in pisec
- Stjepan Car (1884—1945), hrvaški ribiški strokonjak in publicist
- Viktor Car-Emin (1870—1963), hrvaški književnik
- Zvonko Car (1913—1982), hrvaški kipar